# Robert Preus
Robert David Preus (16. října 1924 – 4. listopadu 1995) byl americký luterský pastor, teolog a vysokoškolský učitel.
V letech 1974–1989 působil jako prezident Concordia Theological Seminary.
Věnoval se zejména studiu poreformační luterské teologie (období ortodoxie).